# 하울링 울프
하울링 울프(영어: Howlin' Wolf, 1910년 6월 10일 ~ 1976년 1월 10일)는 본명인 체스터 아서 버넷(영어: Chester Arthur Burnett)으로서 그는 원래 미시시피주 출신인 시카고 블루스 가수, 기타리스트, 하모니카 연주자였다. 뛰어난 목소리와 당당한 몸매를 가진 그는 가장 잘 알려진 시카고 블루스 아티스트 중 한 명이다.
강렬한 목소리와 위압적인 체격을 지닌 그는 가장 잘 알려진 시카고 블루스 아티스트 중 한 명이다. 올뮤직은 그를 "거칠고 원초적인 블루스를 뿜어내는 가창력의 소유자이며, 누구와 견주어도 손색없는 명곡들을 보유하고 있고, 사포 같은 거친 목소리는 널리 모방되어 왔다"고 평했다. 그의 여러 곡들은 블루스 및 블루스 록의 스탠더드로 자리매김했다. 로큰롤 명예의 전당은 〈Little Red Rooster〉, 〈Smokestack Lightning〉, 〈Spoonful〉을 "로큰롤을 만든 500곡" 목록에 선정했으며, 〈Smokestack Lightning〉은 1999년 그래미 명예의 전당에 헌액되었다. 2011년 《롤링 스톤》은 그를 "역사상 가장 위대한 아티스트 100명" 목록에서 54위에 올렸다.

## 생애
하울링 울프는 1910년 6월 10일, 미국 미시시피주 화이트 스테이션에서 태어났다. 본명은 체스터 아서 버넷인 하울링 울프는 늑대 울음소리를 닮은 거칠게 노래하는 목소리로 인해 하울링 울프라는 이름이 붙여지게 된 것이다.
1930년대 델타 블루스 음악가 찰리 패튼으로부터 기타를, 블루스 하모니카 연주자 소니 보이 윌리엄슨 2세에게서 하모니카를 배웠다.
하울링 울프의 초기 곡이 차트에서 큰 성공을 거둔 데는 20년 이상 한솥밥을 먹은 흑인 기타리스트 휴버트 섬린과의 콤비 플레이가 결정적이다.
그로 인해 울프의 명성은 날이 갈수록 진중해졌다. 하울링 울프가 그를 두고 “그는 내 음악의 정신적 지주”라 칭찬한 말이 그 사실을 대번 묘사해준다. 거기에 작곡자 윌리 딕슨의 가세로 하울링 울프의 음반은 그 무렵 상업적인 성공을 거둔다. 오늘날까지 위대한 블루스 명곡으로 회자되는 〈I ain’t superstitious〉, 〈The red rooster〉, 〈Shake for me〉, 〈Back door man〉, 〈Spoonful〉, 〈Wang dang doodle〉 등은 모두 윌리 딕슨이 작곡한 것들이다.
결국 1950, 60년대 내내 울프의 보컬과 섬린의 기타, 그리고 딕슨이 주조한 곡조와의 연계는 마치 공식처럼 돼버렸다. 하지만 1960년대 후반부터 심장마비로 몇 차례 쓰러지는 등 병에 시달리다가 1976년 1월 10일에 사망했다.

## 예술성 및 유산

### 음악 스타일
하울링 울프는 전후 시대 가장 영향력 있는 블루스 음악가 중 한 사람으로 꼽힌다. 그는 미국 남부의 전통적인 어쿠스틱 농촌 블루스를 시카고의 일렉트릭하고 도시적인 블루스로 탈바꿈시키는 데 있어 선두에 서 있었다. 울프가 처음으로 아칸소주 웨스트멤피스에서 밴드를 결성했을 당시 그의 사운드는 훨씬 더 공격적이었으며, 이는 기타리스트 윌리 존슨의 거칠고 왜곡된 기타 연주가 초기 녹음의 시그니처 사운드를 이룬 데에서 비롯되었다. 이후 울프가 기타리스트를 교체하고 휴버트 섬린을 영입하면서 그의 사운드는 덜 공격적으로 변했으며, 섬린은 "각진 리프"와 "거친 솔로 연주"를 더했다. 또한 그는 시카고 블루스의 대표적인 특징이던 백비트를 도입하였다.
음악가이자 평론가인 커브 코다는 "하울링 울프처럼 건물을 무너뜨릴 듯한 연주로 관객을 압도하면서도 동시에 혼비백산하게 만드는 능력을 가진 사람은 없었다"고 평했다. 프로듀서 샘 필립스는 "하울링 울프를 들었을 때 나는 '바로 이거야. 이곳에야말로 인간의 영혼이 결코 죽지 않는다'라고 느꼈다"고 회고했다.

## 사생활
하울링 울프는 개인 재정에 있어 절제된 태도로 잘 알려져 있었다. 이미 멤피스에서 일정한 성공을 거둔 그는 자신을 "델타에서 시카고까지 스스로 올라온 유일한 사람"이라고 표현했으며, 실제로 블루스 고속도로를 따라 직접 운전해 시카고로 이주했고, 당시에 4,000달러를 손에 쥐고 있었다. 이는 당시 흑인 블루스 음악가로서는 드문 일이었다. 그는 마흔이 넘어서까지 사실상 문맹 상태였으나, 이후 학교로 돌아가 일반 교육 개발(GED) 고졸 자격을 취득했으며, 자신의 경력을 관리하기 위해 회계 및 기타 비즈니스 과목을 수강하였다.
하울링 울프는 시카고의 한 클럽에서 공연하던 중 릴리 핸들리 (1925년~2001년)를 만나 훗날 그녀와 결혼했다. 릴리와 그녀의 가족은 도시적이고 교육을 받은 이들이었으며, 일반적으로 블루스 음악계는 좋지 않은 세계로 여겨졌기 때문에 관련이 없었다. 그럼에도 불구하고 하울링 울프는 공연 중 관객석에 앉아 있던 그녀를 처음 본 순간 매료되었고, 적극적으로 구애하여 결국 그녀의 마음을 얻었다. 주변인의 증언에 따르면, 두 사람은 하울링 울프가 사망할 때까지 깊은 애정을 유지한 것으로 전해진다. 이들은 릴리의 이전 관계에서 태어난 두 딸 베티와 바버라를 함께 양육했다. 한편, 웨스트코스트 출신의 래퍼 스킴은 하울링 울프의 사망 14년 후에 태어난 그의 외조카손자이다.
그는 릴리와 결혼한 후, 그녀가 그의 직업적인 재정을 관리할 수 있게 되면서 재정적으로 매우 성공을 거두었고, 밴드 멤버들에게 괜찮은 급여뿐 아니라 건강 보험과 같은 복지 혜택도 제공할 수 있었다. 이는 그가 이용 가능한 음악가들 중 원하는 사람을 고용하고 자신의 밴드를 최고 수준으로 유지할 수 있게 해주었다. 그의 의붓딸들에 따르면, 그는 결코 재정적으로 사치스럽지 않았으며 (예를 들어, 더 비싸고 화려한 차 대신 폰티액 스테이션 왜건을 몰았다).

## 음반 목록
- 1959년 Moanin' in the Moonlight
- 1962년 Howlin' Wolf
- 1962년 Howlin' Wolf Sings the Blues
- 1964년 Rockin' the Blues: Live in Germany 1964
- 1966년 The Real Folk Blues
- 1966년 Live in Cambridge
- 1966년 The Super Super Blues Band
- 1967년 More Real Folk Blues
- 1969년 The Howlin' Wolf Album
- 1971년 Message to the Young
- 1971년 Going Back Home
- 1971년 The London Howlin' Wolf Sessions
- 1972년 Live and Cookin' at Alice's Revisited
- 1973년 Evil: Live at Joe's Place
- 1973년 The Back Door Wolf
- 1974년 London Revisited
- 1975년 Change My Way